# Баликчи
Баликчи (кирг. Балыкчы — «рибалка») — місто в Іссик-Кульській області Киргизстану. Назва міста є дослівним перекладом колишньої російської назви Рибаче (рос. Рыбачье). 
У 1989—1992 роках місто було обласним центром Іссик-Кульської області (що включало нинішню Іссик-Кульську та Наринську області) і мало назву Іссик-Куль, а з 1993 року носить справжню назву.

## Географія
Розташований на північному березі західного краю озера Іссик-Куль, в 175 км на південний схід від Бішкека. Місто Баликчи – важливий транспортний вузол. З міста автомобільні траси ведуть до Бішкека, до обласного центру Каракол (по північному та південному берегам озера), до міста Нарин і далі до прикордонного пункту киргизько-китайського кордону «Торугарт». Будується автошлях "Баликчи - Джалал-Абад", залізнична станція "Рибаче" - кінцевий пункт залізниці Бішкек - Баликчи. У місті розташований базовий порт Іссик-Кульського пароплавства. За 40 км від міста є міжнародний аеропорт «Іссик-Куль» у селі Тамчи.

## Населення
За даними перепису населення Киргизстану 2009 року чисельність населення міста становила 42 875 мешканців, зокрема:
- киргизи - 38 601 людина чи 90,0 %
- росіяни - 3749 осіб або 9,3%
- казахи - 262 особи або 0,6%
- узбеки - 203 особи або 0,5%
- уйгури - 193 особи або 0,5%
- татари - 186 осіб або 0,4%
- інші - 281 людина або 0,7%

| Рік  | Населення |
| ---- | --------- |
| 2021 | 51 305    |
| 2009 | 42 380    |
| 1999 | 41 342    |
| 1989 | 42 674    |
| 1979 | 33 319    |
| 1970 | 28 164    |
| 1959 | 17 872    |
| 1939 | 5 426     |

## Клімат
Район міста Баликчи розташований у зоні помірно континентального клімату Іссик-Кульської котловини.
Середньорічні опади - близько 120 мм, випаровування - близько 1050 мм.
Вода влітку прогрівається до 22 - 25 С. Взимку озеро не замерзає, але Баликчи є воротами до перлини Киргизстану — озера Іссик-Куль.

## Історія

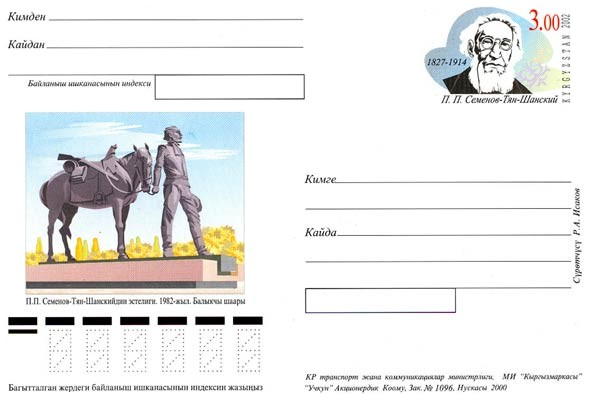
Пам'ятник Семенову-Тянь-Шаньському у Баликчи на поштовій картці Киргизстану 2002 року.

Баликчі в давнину був одним із перевалочних пунктів на Великому шовковому шляху.
Населений пункт був заснований як пост між містами Бішкек та Каракол. У 1871 року було лише дві землянки для мандрівників і юрту інспектора.
У середині 1880-х років відставний солдат Михайло Бачин побудував тут хутір, розпочав рибний промисел та організував рибальську артіль. Крім служби на колійній посаді та рибальства, жителі займалися також транспортуванням деревини. До 1907 р. в селищі жило вже 100 сімей рибалок, і воно стало іменуватися Бачино, а в 1909 було перейменовано в Рибаче - у складі Пржевальського повіту Семиреченської області Туркестанського генерал-губернаторства.
Статус міста селище отримало в 1954 році і далі, за радянських часів, розвивалося як великий транспортно-промисловий вузол (переробка вовни та сільгосппродукції, судноплавний, залізничний термінали та транспортна розв'язка), але втратив більшу частину своєї економічної бази після розпаду Радянського Союзу, внаслідок закриття практично всіх своїх промислових.
Особливості транспортного становища міста визначають своєрідність його економіки.
У 2023 році до складу міста увійшов Кек-Мойнокський аїльний округ Тонського району.